# Agrostis tamagawensis
Agrostis tamagawensis é uma espécie de gramínea do gênero Agrostis, pertencente à família Poaceae.